# Vivero
Vivero (galicisk: Viveiro) er en by og kommune i det nordvestlige Spanien i provinsen Lugo. Den har et indbyggertal på 15.217 (2024) indbyggere.